# Daugavpils Šķirošanas
Daugavpils Šķirošanas (dosł. Dyneburg Rozrządowy; ros. Даугавпилс-Шкирошанас) – węzłowa stacja kolejowa w miejscowości Dyneburg, na Łotwie. Leży na linii dawnej Kolei Warszawsko-Petersburskiej.
Stacja powstała w XIX w. pomiędzy stacjami Kałkuny a Wyszki. Kolej Warszawsko-Petersburska łączyła się tu z kolejami Rysko-Dyneburską oraz z Dynebursko-Witebską.
W dwudziestoleciu międzywojennym stacja nosiła nazwę Daugavpils II.